# Kurt Svanström
Kurt Svanström (né le 24 mars 1915 et mort le 16 janvier 1996) est un footballeur international suédois.

## Carrière
Il passe sa carrière en Allsvenskan dans l'équipe de l'Örgryte IS.
Il joue également avec l'équipe de Suède et participe à la coupe du monde 1938 en France.